# Perth Tennis International 2013
Il Perth Tennis International 2013 è stato un torneo di tennis facente parte della categoria ITF Women's Circuit nell'ambito dell'ITF Women's Circuit 2013. Il torneo si è giocato a Perth in Australia dal 30 settembre al 6 ottobre 2013 su campi in cemento e aveva un montepremi di 25 000 $.

## Vincitrici

### Singolare
Arina Rodionova ha battuto in finale  Irina Falconi con il punteggio di 7–5, 6–4

### Doppio
Erika Sema /  Yurika Sema hanno battuto in finale  Monique Adamczak /  Tammi Patterson con il punteggio di 7–5, 6–1